# シンジラレネーション
『シンジラレネーション』は、大島弓子による日本の漫画作品。およびそれを表題とした作品集。表題作は『mimi』（講談社）1977年11月号に掲載された。
気分転換で、修羅場の陣中見舞いに編集者が訪問する時間をあてる遊びをアシスタントとした際に、作者のみが編集者がまもなく到着する頃合いではないのかという予測をし、見事にあたったというエピソードがある。

## あらすじ
高校生の河原昼間は、あるとき、橋の上から飛び降り自殺をしようとした同世代の少女を助けたが、その後、その少女は「この世で生きたいと思えるようなおもしろいこと」を教えてくれと言って、昼間につきまとうようになる。昼間はコメディ映画を見せるなど、あれこれ少女を楽しませようとするが、なかなか少女は生きることへの価値を見いだしてはくれなかった…。

## 登場人物
河原昼間（かわはら ひるま）
主人公で高校一年生。嘘であることに対して嘘だと言えない消極的な性格だが、いつの日か何かのきっかけで隠れ蓑を脱いで、何でもズバズバ発言し、さわやかで大胆で、豪放な人間になれる日を夢見ている。妹に言わせると、何でも「うん」と言ってくれるみんなのアイドルであるとのこと。自殺しようとした少女を楽しませようとしているうちに、自分が積極的な発言が出来なくなった理由として、自分の飼っていた虫を、妹が踏んづけて殺してしまい、そのショックで妹が赤信号に飛び出し、あやうく死にそうになったというトラウマを思い出す。
朝田夕（あさだ ゆうべ）
昼間が助けた、投身自殺をしようとした同世代のカーリーヘアーの少女。昼間につきまとい、長電話をしたり、ジェットコースターに乗らせたり、下着姿で山中の森の中を走り回ったりと昼間を振り回す。実は大学生の恋人に二股以上をかけられていて、そのショックで奇行を繰り返していただけだった。恋人と別れるために昼間の名前を使ったが、その後、正式に昼間と交際することになった。
昼間の妹
中学生で、この物語のキーパーソン。交際相手がおり、嫉妬をさせるため、兄である昼間に腕を組んで歩くことを依頼していた。上述のように、自分を刺そうとした、兄が飼っていた虫を殺してしまい、そのことで事故に遭いかけたことが、昼間に大きな精神的外傷となっており、彼女のいうことに昼間は逆らえなくなっている。昼間が長電話をしていたため、友人（恐らく彼氏）と話をできなかったと抗議している。最終的には彼氏と仲直りをした模様。
本屋で討論をしていた学生たち
男女の本質的な違いについて、アダムとイブを例に出し、女は一度に一名の男性しか愛せないが、男性は肋骨の数だけ女を持つことができると語っていた。そのことが昼間に、彼らを少女の自殺未遂に追い込んだ恋人と同種の人間のように思わせ、喧嘩を引き起こしてしまった。

## 同時収録作品

### ローズティー・セレモニー
『mimi』1976年4月号に掲載。
土屋静子は同じ組の優等生である田谷高太郎に告白の手紙を出すが、既に交際相手がいるという返事を貰い、失恋する。しかし、その直後に高太郎が学校からテストを撤廃しようという運動を始め、それに共感し、高太郎と協力関係になる。だが、高太郎の放課後の行動を偶然盗み見し、彼の奇行や堕落した生活を知り、ショックを受ける。実は高太郎は不治の病にかかり、彼の行動のすべてはそこから来ていたのだった。

### ヒーヒズヒム
『週刊マーガレット』1978年7号掲載。
17歳になったばかりの上落合冬彦は前髪を分けて登校したところ、イギリスのピーター・ピンクコートというアーティストに似ていると評判になり、ピンクコートのファンクラブから和製ピンクコートともてはやされる。そのファンクラブの中に、冬彦がひそかに憧れていた小守待子という少女がおり、彼女は近所の大学生に告白し、失恋した際にピンクコートの歌を聞いて元気を貰ったという。同じファンクラブに入会した冬彦はひそかに彼女にアタックするが、待子が苺づくりに旅に出たという失恋相手の大学生のことを忘れられず、ピンクコートの歌から勇気を貰い、満タンになったら後を追うつもりだと知る。校長の頼みで、全校生徒謝恩祭にピンクコートの扮装で登壇して欲しいという依頼を受けた冬彦は、ある決心をする。

### パスカルの群
『週刊少女コミック』1978年25号に掲載。

## 単行本
- 『シンジラレネーション』朝日ソノラマ、サンコミックス（1982年4月28日刊）
  - 収録作品 -『シンジラレネーション』・『ローズティー・セレモニー』・『ヒーヒズヒム』・『パスカルの群』
- 『大島弓子選集第7巻  バナナブレッドのプディング』朝日ソノラマ、1986年2月28日刊
  - 収録作品 -『いたい棘いたくない棘』・『夏のおわりのト短調』・『バナナブレッドのプディング』・『シンジラレネーション』・『ページワン』
- 『さようなら女達』 白泉社 、白泉社文庫（1996年3月20日刊）
  - 収録作品 -『さようなら女達』・『おりしもそのときチャイコフスキーが』・『七月七日に』・『いたい棘いたくない棘』・『シンジラレネーション』